# YARSAV
YARSAV (türkisch Yargıçlar ve Savcılar Birliği) ist der Name einer inzwischen verbotenen Vereinigung von Richtern und Staatsanwälten in der Türkei.

## Geschichte
YARSAV wurde am 26. Juni 2006 in Ankara mit 501 Gründungsmitgliedern als unabhängige Vereinigung türkischer Richter und Staatsanwälte gegründet. Es war die erste zivile Organisation, die in der Türkei von Richtern und Staatsanwälten im Bereich der Justiz gegründet wurde.
Der Richter Ömer Faruk Eminağaoğlu wurde zum Gründungspräsidenten gewählt. Ihm folgte am 15. November 2009 die am Kassationshof tätige Richterin Emine Ülker Tarhan nach, die ebenfalls zu den Gründungsmitgliedern zählte. Nach ihrer Wahl zur Parlamentsabgeordneten legte Tarhan im März 2011 sowohl ihr Richteramt als auch den Vorsitz bei YARSAV nieder. Zu ihrem Nachfolger wurde am 16. März 2011 der Richter und bisherige Vizepräsident der Vereinigung, Murat Arslan, gewählt. Mehrfach wiedergewählt, hatte Arslan das Amt des Präsidenten von YARSAV bis zum 23. Juli 2016 inne. 
Zu den satzungsgemäßen Zielsetzungen der Juristenvereinigung zählten der Schutz der richterlichen Gewalt und ihrer Mitglieder vor außergerichtlichen Angriffen und jeglichem Druck, die Beseitigung von Hindernissen, die der Erlangung der reinen Wahrheit und der Verwirklichung der Gerechtigkeit entgegenstehen, und die Gewährleistung der Errichtung und des Funktionierens eines demokratischen, säkularen und sozialen Rechtsstaats mit all seinen Institutionen und Regeln.
YARSAV trat der Organisation Magistrats Européens pour la Démocratie et les Libertés bei, einem auf europäischer Ebene wirkenden Dachverband vergleichbarer nationaler Zusammenschlüsse von Juristen. 
Von Beginn an setzte sich YARSAV für Rechtsstaatlichkeit und Demokratie in der Türkei ein. Schon frühzeitig nahm der Juristenverband eine oppositionelle Haltung zur Rechts- und Justizpolitik der türkischen Regierung ein und wehrte sich gegen die Gleichschaltung der Justiz durch die türkische Regierung.
Nach dem misslungenen Putschversuch vom Juli 2016 wurde YARSAV – wie Tausende andere Einrichtungen – durch ein am 23. Juli 2016 im Amtsblatt der Republik Türkei veröffentlichtes Notstandsdekret verboten.
Der langjährige Präsident der Vereinigung Murat Arslan wurde 2019 in einem umstrittenen Prozess wegen angeblicher „Mitgliedschaft in einer terroristischen Vereinigung“ zu einer 10-jährigen Haftstrafe verurteilt. Die Anklage behauptete in diesem Prozess, YARSAV mit seinen inzwischen mehr als 1500 Mitgliedern sei von 300 bis 400 Mitgliedern der Terrororganisation FETÖ/PDY unterwandert worden, zu denen auch Arslan gehört habe. Durch ihre Mitgliedschaft bei YARSAV hätten sich diese einen sozialdemokratischen Anschein gegeben, um eigene Leute in wichtige Positionen einzuschleusen. Während seiner persönlichen Anhörung im Rahmen des Strafverfahrens sagte Arslan dagegen aus, YARSAV habe nicht nur die Regierung kritisiert, sondern sie auch schon früh vor der Unterwanderung staatlicher Institutionen, insbesondere auch der Justiz, durch Mitglieder terroristischer Gruppen gewarnt.